# Primera División de Islas Feroe 2014
La Effodeildin 2014 es la 72va. temporada de la Primera División de las Islas Feroe. La temporada comenzó en marzo de 2014 y terminara el 25 de octubre de 2014. El club campeón fue el B36 Torshavn que consiguió su 10° título de liga.

## Ascensos y descensos
| Pos. | Ascendidos de 1. Deild 2013 |
| ---- | --------------------------- |
| 1    | B68                         |
| 2    | Skála                       |

| Pos. | Descendidos de Primera división 2013 |
| ---- | ------------------------------------ |
| 9    | TB                                   |
| 10   | 07 Vestur                            |

## Sistema de competición
Los 10 equipos participantes jugaron entre sí todos contra todos tres veces totalizando 27 partidos por cada equipo. Al final de la temporada el primer clasificado obtuvo un cupo para la Liga de Campeones 2015-16, mientras que el segundo y el tercer clasificado obtuvieron un cupo para la Liga Europa 2015-16. Por otro lado los dos últimos clasificados descendieron a la 1. Deild 2015.
Un tercer cupo para la Liga Europa 2015-16 fue asignado al campeón de la Copa de Islas Feroe

## Clubes
| Club            | Ciudad       | Estadio              | Capacidad |
| --------------- | ------------ | -------------------- | --------- |
| AB Argir        | Argir        | Argir Stadium        | 2.000     |
| B36 Tórshavn    | Tórshavn     | Gundadalur           | 5.000     |
| B68 Toftir      | Toftir       | Tofta Leikvøllur     | 6,000     |
| EB/Streymur     | Streymnes    | við Margáir          | 1.000     |
| HB Tórshavn     | Tórshavn     | Gundadalur           | 5.000     |
| ÍF Fuglafjørður | Fuglafjørður | Fuglafjørdur Stadium | 3.000     |
| KÍ Klaksvík     | Klaksvík     | Djúpumýra Stadium    | 3.000     |
| NSÍ Runavík     | Runavík      | Runavík Stadium      | 2.000     |
| Skála ÍF        | Skáli        | Skála Stadium        | 2,000     |
| Víkingur Gøta   | Norðragøta   | Serpugerði Stadium   | 3.000     |

## Tabla de posiciones
| Pos. | Equipo           | Pts. | PJ | G  | E  | P  | GF | GC | Dif. | Clasificación 2015–16                 |
| ---- | ---------------- | ---- | -- | -- | -- | -- | -- | -- | ---- | ------------------------------------- |
| 1    | B36 Tórshavn (C) | 61   | 27 | 19 | 4  | 4  | 53 | 25 | +28  | Primera ronda de la Liga de Campeones |
| 2    | HB               | 60   | 27 | 18 | 6  | 3  | 59 | 20 | +39  | Primera ronda de la Liga Europa       |
| 3    | Víkingur Gøta    | 49   | 27 | 13 | 10 | 4  | 60 | 30 | +30  | Primera ronda de la Liga Europa       |
| 4    | NSÍ              | 40   | 27 | 12 | 4  | 11 | 53 | 42 | +11  | Primera ronda de la Liga Europa       |
| 5    | EB/Streymur      | 40   | 27 | 11 | 7  | 9  | 41 | 33 | +8   |                                       |
| 6    | KÍ               | 36   | 27 | 10 | 6  | 11 | 41 | 38 | +3   |                                       |
| 7    | ÍF               | 28   | 27 | 7  | 7  | 13 | 36 | 52 | −16  |                                       |
| 8    | AB               | 25   | 27 | 6  | 7  | 14 | 30 | 61 | −31  |                                       |
| 9    | Skála            | 17   | 27 | 3  | 8  | 16 | 19 | 54 | −35  | Descenso a 1. deild 2015              |
| 10   | B68 Toftir       | 17   | 27 | 4  | 5  | 18 | 23 | 60 | −37  | Descenso a 1. deild 2015              |

Actualizado a los partidos jugados el 25 de octubre de 2014.
 Fuente: Soccerway
Notas:
1. ↑  El Víkingur Gøta obtuvo un cupo para la Primera ronda de la Liga Europa 2015-16 tras ganar la Copa de Islas Feroe 2014.

## Tabla de resultados cruzados
| Local \ Visitante | AB  | B36 | B68 | EBS | HB  | ÍF  | KÍ  | NSÍ | SKÁ | VÍK |
| ----------------- | --- | --- | --- | --- | --- | --- | --- | --- | --- | --- |
| AB                | —   |     | 3–2 | 2–2 | 0–3 | 2–0 | 1–1 | 0–7 | 1–1 | 0–3 |
| B36               | 1–1 | —   | 3–0 | 3–1 | 1–1 | 1–0 | 2–1 | 1–0 | 2–0 | 2–2 |
| B68               | 3–2 | 2–4 | —   | 1–1 | 0–4 | 1–1 | 5–3 | 0–2 | 0–0 | 1–3 |
| EB/Streymur       | 5–0 | 1–0 | 3–0 | —   | 1–1 | 1–2 | 3–1 | 0–0 | 3–0 | 2–3 |
| HB                | 1–2 | 2–2 | 6–0 | 1–2 | —   | 3–1 | 2–0 | 4–1 | 2–0 | 2–2 |
| ÍF                | 1–4 | 2–5 | 3–0 | 3–0 | 2–2 | —   | 1–3 | 2–1 | 1–0 | 2–2 |
| KÍ                | 4–1 | 1–3 | 0–0 | 3–1 | 1–2 | 4–0 | —   | 2–2 | 1–0 | 1–0 |
| NSÍ               | 3–0 | 0–1 | 1–0 | 1–2 | 1–2 | 2–2 | 1–1 | —   | 6–1 | 0–2 |
| Skála             | 0–0 | 0–3 | 1–0 | 1–1 | 0–1 | 2–2 | 2–0 | 1–5 | —   | 1–1 |
| Víkingur Gøta     | 0–2 | 1–2 | 1–0 | 1–1 | 0–0 | 1–1 | 1–1 | 3–0 | 5–0 | —   |

| Local \ Visitante | AB  | B36 | B68 | EBS | HB  | ÍF  | KÍ  | NSÍ | SKÁ | VÍK |
| ----------------- | --- | --- | --- | --- | --- | --- | --- | --- | --- | --- |
| AB                | —   | 0–3 | —   | 0–0 | 1–3 | —   | —   | —   | 1–2 | —   |
| B36               | —   | —   | —   | 1–0 | 1–2 | —   | 0–1 | —   | 2–0 | 0–2 |
| B68               | 1–2 | 1–3 | —   | 0–3 | —   | —   | 1–0 | —   | —   | —   |
| EB/Streymur       | —   | —   | —   | —   | 0–3 | —   | 2–0 | 0–2 | 3–1 | 1–3 |
| HB                | —   | —   | 3–0 | —   | —   | 2–0 | —   | 3–0 | 2–0 | 2–1 |
| ÍF                | 3–0 | 1–2 | 1–2 | 1–2 | —   | —   | 1–1 | —   | —   | —   |
| KÍ                | 5–1 | —   | —   | —   | 1–0 | —   | —   | —   | 3–0 | 2–4 |
| NSÍ               | 3–1 | 2–3 | 3–1 | —   | —   | 4–2 | 2–0 | —   | —   | —   |
| Skála             | —   | —   | 1–1 | —   | —   | 0–2 | —   | 2–3 | —   | 3–3 |
| Víkingur Gøta     | 2–2 | —   | 3–1 | —   | —   | 5–0 | —   | 6–1 | —   | —   |

## Goleadores
| Pos. | Jugador              | Club        | Goles |
| ---- | -------------------- | ----------- | ----- |
| 1    | Klæmint Olsen        | NSÍ         | 22    |
| 2    | Finnur Justinussen   | Víkingur    | 19    |
| 3    | Adeshina Lawal       | B36         | 13    |
| 3    | Hans Pauli Samuelsen | EB/Streymur | 13    |
| 5    | Páll Klettskarð      | KÍ          | 12    |
| 5    | Fróði Benjaminsen    | HB          | 12    |
| 7    | Andrew av Fløtum     | HB          | 10    |
| 7    | Arnbjørn Hansen      | EB/Streymur | 10    |
| 7    | Árni Frederiksberg   | NSÍ         | 10    |
| 7    | Súni Olsen           | Víkingur    | 10    |